# Bream Head
Bream Head ist ein Kap an der Ostküste der Region Northland auf der Nordinsel von Neuseeland.

## Geographie
Das rund 140 m hohe, rund 400 m breite und rund 480 m lange Kap befindet sich rund 8 km südostöstlich von Eingang des Whangārei Harbour entfernt und bildet den äußersten östlichen Punkt einer bis zu knapp 6 km breiten Landzunge, die den Whangārei Harbour nach Osten hin abschließt.
Rund 1,5 km nördliche befinden sich die kleinen Inseln der Bream Islands und rund 10 km südöstlich erheben sich die Marotere Islands mit der südlich davon befindlichen Taranga Island aus dem Meer. Zusammen werden die Inseln auch als Hen and Chickens Islands bezeichnet und nur durch den Parry Channel vom Festland mit dem Bream Head getrennt.

## Geologie
Geologisch gesehen gehört Bream Head zu einer Bergkette, die sich vom Kap aus über eine Länge von 5,2 km nach Westen erstreckt und an seiner breitesten Stelle 2,5 km misst. Die höchste Erhebung stellt der Überrest eines Andesit-Vulkans aus dem Miozän dar, der nur etwas mehr als einen Kilometer westlich des Kaps liegt und sich 476 m über die südlich liegenden Bream Bay erhebt. Die vulkanische Tätigkeiten in dem Gebiet erstreckten sich über einen Zeitraum von rund 6 Millionen Jahren und liegen zwischen 24 und 21 Millionen Jahre zurück.

## Wandern
Über den Te Whara Track kann die Bergkette in Ost-West-Richtung mit seiner höchsten Erhebung erwandert werden. Das Kap ist darüber nicht zugänglich. Die gesamte Bergkette wurde vom Department of Conservation zum Scenic Reserve ausgewiesen.

## Fotos

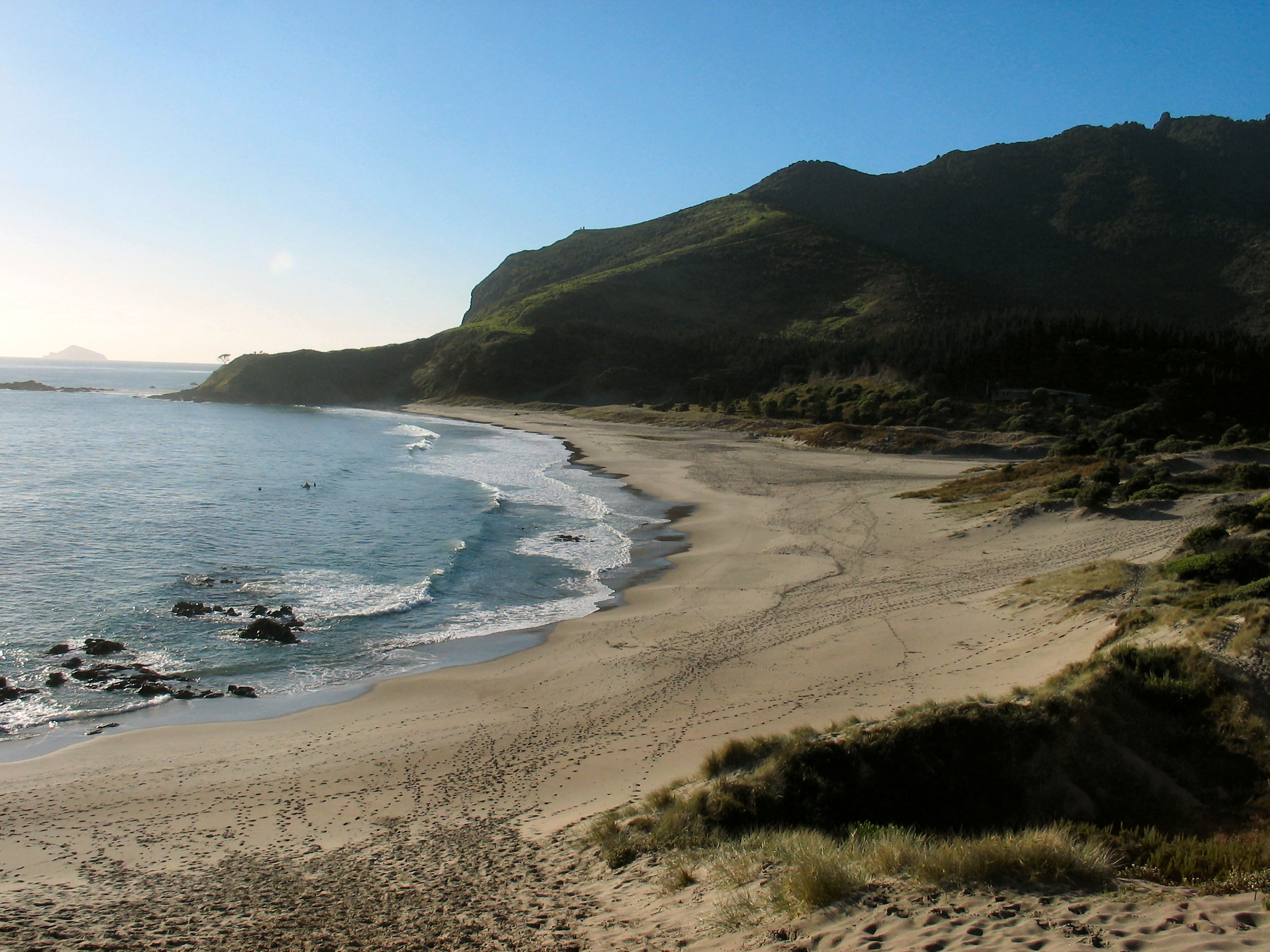
Ocean Beach, Blick nach Süden mit dem Kap
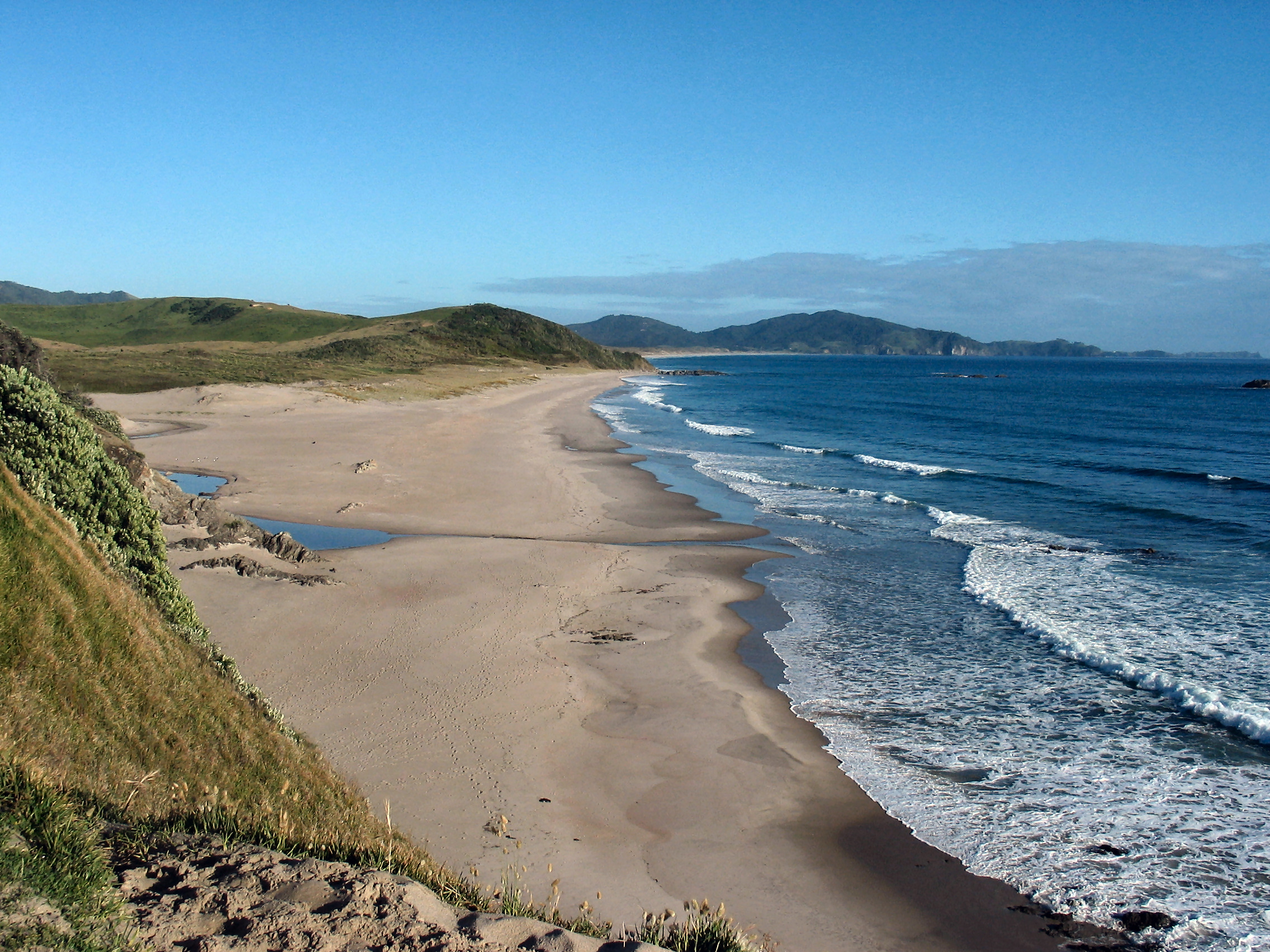
Ocean Beach, Blick nach Norden vom Kap aus